# Slovesný vid
Vid (aspekt) je mluvnická kategorie slovesa, která postihuje vztah k plynutí času. Lze vymezit dvě takové základní skupiny:
1. ukončenost (perfektivum) vs. neukončenost (imperfektivum)
2. průběhovost (durativ) vs. neprůběhovost (stavovost, punktuál).

## Slovanské jazyky
V češtině a ostatních slovanských jazycích se rozlišuje dokonavý a nedokonavý vid.
Pro slovanské jazyky je typický stav, kdy obvykle existují dvě slovesa se stejným významem, která se liší pouze dokonavostí, svým vztahem k ukončenosti děje nebo stavu. Navíc zpravidla mají společný a podobný základ, jsou společného původu, takže je takový pár běžně pociťován jako jedno sloveso ve dvou vidových podobách, například dokonavé „odběhnout“, nedokonavé „odbíhat“. Tak se vid chápe – do značné míry právem – jako obdoba rodu (činného, trpného) a způsobu (oznamovacího, rozkazovacího, tázacího), jako obdoba průběhovosti v angličtině, tedy jako součást flexe (časování) sloves a nikoliv jako kategorie pro jejich třídění.

### Dokonavý vid, perfektivum
Nemá významem přítomný čas a má jednoduchý budoucí čas ve tvaru (formě) přítomného času, například „přečteš“, „hodíme“, atp.
Dokonavé sloveso označuje děj, který je časově ohraničený, uzavřený, nahlížený jako jednorázový, jako událost: v minulém čase již dokončený a v budoucím čase ještě nezahájený. Dokonavá slovesa se nazývají perfektiva. Pomůckou pro jejich určení je, že si lze před slovesem říci jednou, například (jednou) jsem se podíval / (jednou) se podívám nebo kopnul / kopne".

### Nedokonavý vid, imperfektivum
Vyskytuje se ve všech časech a má složený budoucí čas. Označuje děj, který není ohraničený, ukončený a může probíhat v současnosti, přesněji v čase jiného děje nebo v nějaké době o níž se vypráví včetně současnosti. Nedokonavá slovesa se nazývají také imperfektiva. Před nedokonavým slovesem si lze říct „stále“, například „(stále) jsem se díval“ / „(stále) se dívám“ / „(stále) se budu dívat“.

### Odvozování sloves, dokonavost a opakovanost děje
Tvorbu sloves pro rozlišení dokonavosti probíhá dvojím způsobem: předponami a příponou -´va- (tj. -va s prodloužením předešlé samohlásky).
Dokonavá slovesa se tvoří od nedokonavých zpravidla pomocí předpon s perfektivizační funkcí. Některé mají význam čistě perfektivizační, například „pojíst“, „napsat“. Jiné předpony pozměňují i význam původního slovesa, napříklat psát – „přepsat“ nebo „vypsat“. U některých to ale nelze nebo vidový pár má různé – byť blízké – základy. Například k nedokonavým běžet, běhat se jako dokonavé používají dokonavá slovesa od „-běhnout“ z vidového páru s „-bíhat“: vyběhnout (nedokonavé v páru "vybíhat"), doběhnout a nelze „běhnout“.
Z dokonavých se tvoří nedokonavá příponou -´va-opakovací, která mají zároveň význam prosté nedokonavosti, například nedokonavé "chovat" – dokonavé "schovat" – nedokonavé/opakovací „schovávat“', „být“ – „pobýt“ – „pobývat“. I z nedokonavých sloves se tvoří nedokonavá slovesa opakovací, vyjadřující násobnost děje, například dělat - dělávat, chodit - chodívat. A z opakovacích stejnou příponou -´va- vznikají (nedokonavá) slovesa s významem ukončeného opakování (a to i v infinitivu) „běhávat“, „schovávávat“, použitelné ovšem běžně jen v minulém čase. Dokonce lze nadstandardně opakováním přípony zdůraznit dávnost, dávnou ukončenost opakovaného děje, například "běhávávat".
Některá slovesa, jako je „běhat“, jsou sama významem opakovací (oproti čisté nedokonavosti „běžet“).

### Rozlišování sloves
Systematika rozlišování sloves z hlediska průběhovosti a opakovanosti děje není v češtině zcela ustálená. František Trávníček rozlišoval u slovesného vidu kromě dokonavosti či nedokonavosti následující vidy:
- momentativum (dokonavé i nedokonavé, půjdeš, přišel)
- durativum (trvací sloveso, jdeš)
- iterativum (opětovací sloveso), zpravidla nedokonavé (chodíš), ale někteří gramatici hovoří i o dokonavé variantě iterativa vychodíš, rozchodíš, pozamykal,chodíval
- frekventativum (opakovací sloveso, chodíváš)

Některá slovesa, například dělat, lze použít ve více videch jako homonyma. Některé vidy lze i stupňovat (dělat, dělávat, dělávávat).
V minulosti se iterativa od frekventativ rozlišovala především formálně: za iterativa byla v češtině označována slova končící příponami -iti, -eti, -ěti, -ati nebo -ovati, zatímco za frekventativa byla považována slova s příponou -vati, ať už vyjadřovala opakování, opětování nebo jen trvání děje (Trávníček, 1951, str. 387). Šmilauer v roce 1971 dělil slovesa na násobená a nenásobená, přičemž násobená dále dělil na opětovací (iterativní, například nosil) a opakovací (frekventativní, například nosíval); rovněž však pro něj formální stránka slova byla pro kategorizaci důležitější než významová. Podle Kopečného byly termíny iterativum a frekventativum v české mluvnické tradici zpočátku synonymní. Starším termínem je podle Kopečného frekventativum (poprvé se objevuje u Blahoslava, zatímco frekventativum až u Rosy), u Pelcla je dokonce iterativum silněji opětované než frekventativum.
V dnešních pracích se jako frekventativa nebo iterativa označují ta slova, která nutně (příznakově) vyjadřují opakovanost děje. Tomu nevyhovuje například sloveso „dávat“, které například ve větě „dával mu ty peníze, ale on si je nevzal“ opakovanost nevyjadřuje. Vyjadřuje prostou nedokonavost, ale opakovanost připouští, jako „dával mu ty peníze, ale on si je nikdy nevzal“, oproti čistě nedokonavým, např. „běžet“.
Vedle násobitelnosti je dalším rozměrem vidu ještě aktuálnost. V češtině ze za frekventativa nebo iterativa v současné době označují jen taková slovesa, která jsou nutně (příznakově) neaktuální, tedy v přítomném čase nikdy nevyjadřují to, co se děje v přítomném okamžiku: sloveso „nosím“ tedy není frekventativem ani iterativem, přestože vyjadřuje opakovaný děj, zatímco slovo „nosívám“ je.
Slovesa, která mohou mít podle kontextu význam různých vidů (například „nejím špenát“ buď ve smyslu „nejídám špenát“ nebo „teď nejím špenát“), jsou označována buď jako indeterminovaná (neurčitého vidu) nebo jako homonymní (mohou nabývat různých významů). Termín „durativa“ se podle jazykové poradny ÚJČ v současné době už nepoužívá, místo toho se mluví o slovesech „prostě nedokonavých“, která mohou, ale nemusejí označovat opakování.

### Vidově sporné sloveso „soustředit (se)“
V některých případech je vidové zařazení slovesa sporné. Tradiční pojetí, kupříkladu Slovník spisovné češtiny pro školu a veřejnost a některé další související publikace hodnotí sloveso soustředit včetně zvratné varianty soustředit se pouze jako dokonavé. Zastánci tohoto názoru hodnotí nedokonavé použití tohoto slovesa jako chybu a prosazují, že v nedokonavém významu se místo něj používá sloveso soustřeďovat se.
Proti tomuto názoru se objevují občasné protesty a polemiky.
- Tereza Filinová v jazykovém koutku Českého rozhlasu (ovšem bez doložení) řekla: „To, že je sloveso soustředit (se) dokonavé, poznáme pouze ze slovníků. Tvar soustředím se nás ani nenapadne užít pro vyjádření času budoucího, zato jím hojně vyjadřujeme čas přítomný (aktuální přítomnost), kde je ale na místě nedokonavost.“[8]
- Časopis Naše řeč v roce 2007 uvedl, že dotaz na tvar budoucího času slovesa soustředit se četností patří k jazykověporadenským konstantám, řešením však do proměnných. K tomu odkazuje na odpověď jazykové poradny ÚJČ ČAV, která připouštěla obouvidost slovesa soustředit se a tedy i opisný tvar budoucího času.[9]
- Ředitel Ústavu pro jazyk český Karel Oliva v roce 2011 v chatu na Novinkách.cz uvedl, že jistá část mluvčích češtiny, k níž sám Oliva nepatří, pokládá sloveso „soustředit se“ za obouvidé, přičemž ta skupina je příliš velká na to, aby se to dalo jednoduše odbýt jako „chyba“[10]. On sám tedy toto sloveso považuje za dokonavé.

Detailnější vysvětlení: Dokonavá a nedokonavá slovesa se od sebe poznají i podle toho, jestli jejich formální tvar přítomného času nese význam přítomný nebo budoucí. (Zde není zahrnut fakt, že přítomný čas lze použít také pro vyjádření budoucnosti blízké nebo vnímané mluvčím jako jisté, protože to je jiná problematika – například ve větách zítra jdu do kina, od příštího týdne se už myji pouze zeleným mýdlem.)
| Vidový pár                      | Nedokonavá varianta       | Dokonavá varianta                        |
| ------------------------------- | ------------------------- | ---------------------------------------- |
| jít / přijít                    | jdu přítomnost            | přijdu budoucnost                        |
| mýt se / umýt se                | myji se přítomnost        | umyji se budoucnost                      |
| soustřeďovat se / soustředit se | soustřeďuji se přítomnost | soustředím se budoucnost i přítomnost(!) |

## Jiné jazyky
V jiných jazycích (například germánských či románských) samotné sloveso (ne)ukončenost nevyjadřuje. Tento vztah vyplývá z kontextu a často se k jeho vyjádření používají větné vazby a slovesné časy, které se v češtině nevyskytují. 
Například švédské komma znamená „přijít“ (dokonavé) i „přicházet“ (nedokonavé): jag kommer nu (zrovna přicházím), jag kommer kl. 5 (přijdu v 5 hodin).
Ve španělštině a francouzštině lze vyjádřit (ne)ukončenost v minulosti pomocí výběru jiného minulého času: imperfait vs. passé composé (fr.) či pretérito imperfecto vs. pretérito indefinido (šp.). Nicméně tyto časy nelze přesně ztotožnit s českými slovesnými vidy.
Mimo jiné lze přeložit španělské hablaba (imperfecto) jako mluvíval jsem a hablé (indefinido) jako (pro)mluvil jsem.

## Angličtina
V angličtině se rozlišuje průběhovost (aspekt průběhovosti, progresivity) děje:
- průběhový aspekt: I am writing – píši (právě teď nebo v době jiné události)
- prostý, neprůběhový aspekt: I write – píši (obvykle, pravidelně, často, trvale)

Průběhovost, neuzavřenost zdůrazňuje – oproti prostotě, obyčejnosti, normálu, základu, tedy neprůběhovosti – u děje jeho aktuálnost, pokračování z předešlého okamžiku (předešlé doby) do následujícího okamžiku (následující doby). A to vztaženo k době, o které se mluví nebo mluvilo, bez ohledu na reálný nebo gramatický čas – v současnosti, někdy minulosti i někdy v budoucnosti.
Tato neuzavřenost děje se v angličtině vyjadřuje gramaticky, a to dokonce pravidelně a jednoduše: předsunutím časovaného pomocného slovesa be a uzavřením významového slovesa v základním tvaru (infinitiv bez předložky "to") příponou –ing.

## Anglická průběhovost a česká nedokonavost
Dokonavost v češtině se oproti tomu vyjadřuje použitím jiného, vidově párového slovesa s různými kmeny nebo různými předponami, případně jejich nepoužitím, tedy velmi nepravidelně. Průběhovost (neuzavřenost) lze ovšem vyjádřit jen v případě, že v češtině by bylo použito nedokonavé sloveso, významově ale nejde o totéž.
Česká nedokonavost má kromě průběhovosti zároveň i význam trvalosti a navíc možné pravidelnosti, opakovanosti (i když ji nezdůrazňuje). Je zpravidla základním, normálním, běžnějším slovesem, například číst – přečíst.
Dokonavost je zdůrazněním pohledu na děj jako uzavřený, celistvý celek. Je tedy vyznačením specifika, odlišnosti oproti normálu, základu, všeobecnosti, otevřenosti. Tím jde jakoby právě opačným směrem, než anglická průběhovost, která zdůrazňuje aktuální neuzavřenost.
Průběhovost v češtině lze rovněž vyjádřit, zdůraznit, ale jen doplňujícími částmi věty, jako jsou příslovce: právě jím nebo zrovna, když jedl, uviděl ... , případně během jídla uviděl. A zpravidla postačí právě kombinace sloves různých vidů a příslovcí, aby se dosáhlo téhož jako anglickou kombinací průběhového a prostého tvaru sloves.